# Caverna de Ilitía
La caverna de Ilitía (en griego, Σπήλαιο Ειλειθυίας) es una cueva de Creta (Grecia), donde se han encontrado importantes restos arqueológicos. Está ubicada cerca de Amniso. Esta cueva fue mencionada por Homero en la Odisea.
No debe confundirse con otra «cueva de Ilitía», ubicada cerca de la antigua ciudad de Inato, en la parte sur de la isla, 

## Arqueología
La investigación arqueológica en el lugar fue iniciada en 1885 por Joseph Hatzidakis. Posteriormente Spyridon Marinatos realizó excavaciones entre 1929 y 1938.
Esta cueva fue usada como lugar de habitación durante el periodo Neolítico. Posteriormente se convirtió en un santuario a partir del tercer milenio a. C. y estuvo en uso de manera continuada durante los periodos minoico, micénico, griego, romano e incluso hay restos de la presencia de primitivos cristianos hasta el siglo V.
La cueva mide unos 62 m de largo y llega a tener hasta 12 m de ancho. Tiene en su interior una antesala rectangular y un períbolo donde hay estalagmitas cilíndricas y donde debió haber una cella o altar. En el exterior había un altar donde se realizaban rituales y también aquí se han encontrados restos de edificios fechados en torno a los siglos XIV-XIII a. C. que parecen haber servido de casas de sacerdotes.